# Kamisawa (metropolitana di Kobe)
Kamisawa (上沢駅?, Kamisawa-eki) è una stazione ferroviaria situata nel quartiere di Hyōgo-ku di Kōbe, nella prefettura di Hyōgo. Si trova lungo la linea Seishin-Yamate della metropolitana di Kōbe.

## Linee
Metropolitana di Kōbe
 Linea Seishin-Yamate (S07)

## Caratteristiche
La stazione è costituita da un mezzanino situato al primo piano interrato, e quindi da un marciapiede a isola con due binari passanti al secondo piano sotterraneo.
| 1 | Linea Seishin-Yamate |  | per Sannomiya, Shin-Kōbe e Tanigami |
| 2 | Linea Seishin-Yamate |  | per Myōdani e Seishin-Chūō          |

## Stazioni adiacenti
| «                    | Servizio             | »                    |
| Linea Seishin-Yamate | Linea Seishin-Yamate | Linea Seishin-Yamate |
| -------------------- | -------------------- | -------------------- |
| Minatogawa-kōen      | -                    | Nagata               |